# Moeder-Heldin (Sovjet-Unie)
Moeder-Heldin (Russisch: "Мать-героиня"; Mat-geroinja) was een eretitel in de Sovjet-Unie.
In 1938 was al een eretitel Held van de Sovjet-Unie ingesteld.
De titel werd toegekend aan vrouwen die een grote familie hadden grootgebracht. Het dunbevolkte Rusland wenste een flinke bevolkingsgroei en de staat stimuleerde het aantal geboorten door deze orde, door medailles voor moeders van iets kleinere gezinnen en financiële steun voor ongehuwde moeders en sociale en medische zorg voor moeder en kind.

## Geschiedenis

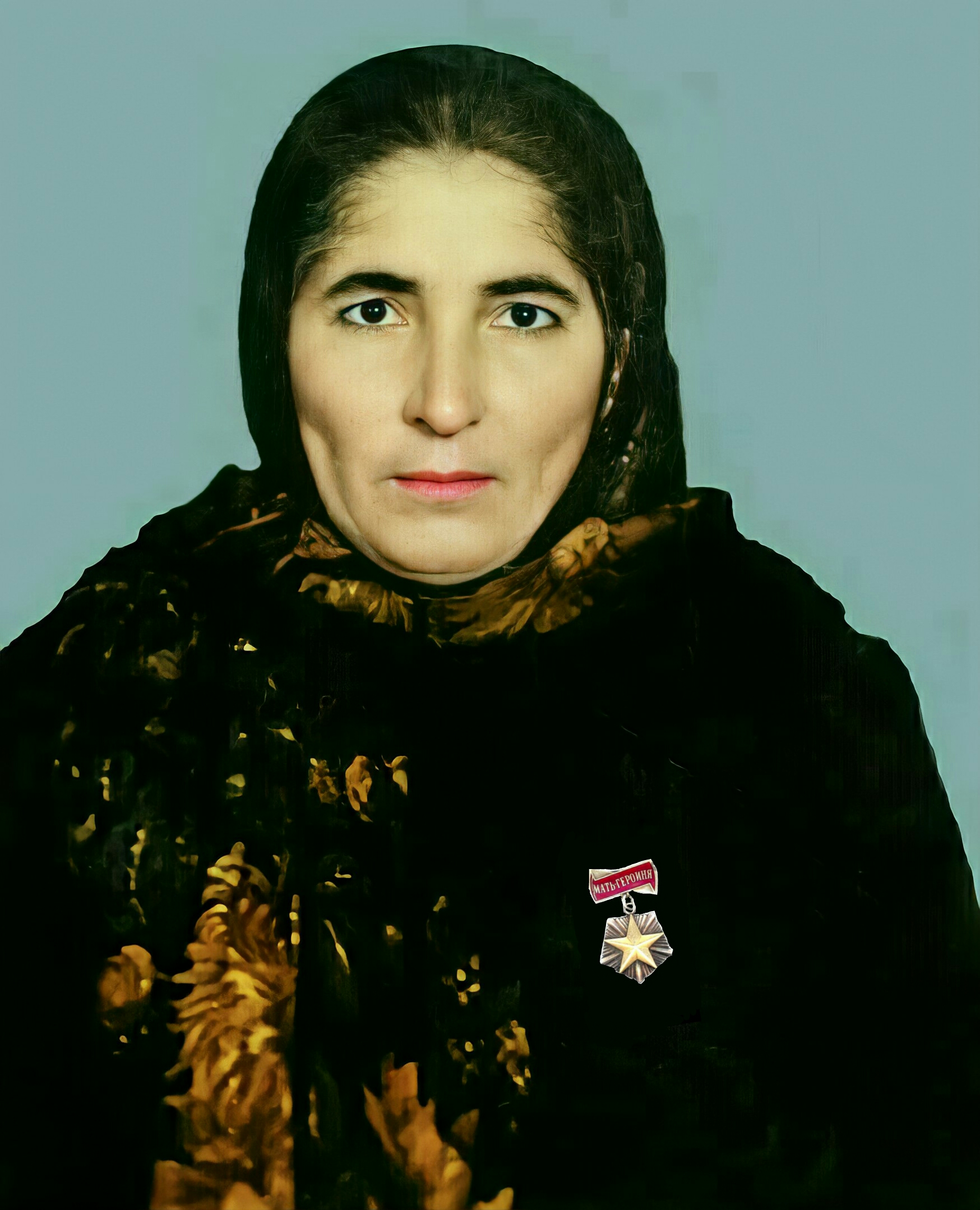
Khanbika Aslan gizi Jafarova (1930-1997) met de titel "Heroïsche moeder" van de Sovjet-Unie

De titel Moeder-Heldin werd op 8 juli 1944 in een decreet van het Presidium van de Opperste Sovjet ingesteld. Het besluit dat verschillende verhogingen van de financiële steun aan gezinnen en pensioenen voor moeders van meerdere kinderen instelde, werd tussen 1944 en 7 mei 1986 15 maal geamendeerd.

## De statuten
De titel van "Moeder-Heldin" werd toegekend na het grootbrengen van tien of meer kinderen. De draagster van de titel mocht de ster van de "Orde van de Moeder-Heldin" dragen. Deze titel werd meestal toegekend op de eerste verjaardag van het tiende kind, tenminste wanneer op die dag negen van de eerdere kinderen in leven waren. Geadopteerde en zelf gebaarde kinderen telden beiden evenzeer. Wanneer een of meer van de negen eerdere kinderen was gestorven onder "respectabele omstandigheden" dan telden zij wél mee als een van het vereiste negental. Onder de respectabele omstandigheden telden beroepsziekten, sneuvelen in dienst van de Sovjet-Unie, sterven tijdens een heldhaftige daad en bedrijfsongevallen.
Voor de iets kleinere gezinnen waren er van 1944 tot aan de val van de Sovjet-Unie twee andere, minder aanzienlijke, decoraties; de "Orde van de Moederglorie" (Russisch: "Орден "Материнская слава") voor gezinnen met zes tot negen kinderen en de "Medaille van het Moederschap" (Russisch: "Медаль материнства") voor moeders van vijf of zes kinderen.
Ook deze moeders hadden recht op pensioenen, gratis reizen in het openbaar vervoer en schaarse voedingsmiddelen.
In de 50 jaar van haar bestaan werden in de Sovjet-Unie ongeveer 430.000 vrouwen en één man tot Heldin-Moeder uitgeroepen. De enige mannelijke "held van het Moederschap" was Veniamin Petrovitsj Makarov (Russisch: Вениамин Петрович Макаров) uit Orenburg die 12 geadopteerde jongens grootbracht.
De eretitel van een Moeder-Heldin mag ook in de Russische Federatie worden gebruikt. Volgens de huidige wetten na de eretitels van de federatie.

## Het versiersel
Het door de Russische kunstenaar I.A. Ganf ontworpen versiersel volgt het voorbeeld van de meeste andere orden van de Sovjet-Unie. Het Presidium koos voor een 28 millimeter hoge zilveren ster waarop een kleinere vijfpuntige vergulde ster was bevestigd. De ster werd met twee ogen en een ring aan de gedeeltelijk rood geëmailleerde metalen gesp met de tekst "Мать – героиня" vastgemaakt.
Het 46 millimeter hoge versiersel bestaat in diverse uitvoeringen die sterk op elkaar lijken naar met name op de achterzijde kleine verschillen laten zien bij de stempels, keuren en serienummers. Het versiersel is niet bijzonder kostbaar. Een ster uit 1975 bevatte 11,525 gram zilver en 0,4402 gram goud. Het versiersel woog 17,5573 gram.

## De opvolgers van de onderscheiding in de opvolgerstaten van de Sovjet-Unie

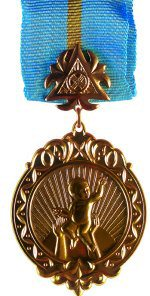
Kazachse "Алтын алка"

De typisch socialistische onderscheiding en de eretitel heeft in het merendeel van de opvolgerstaten van de Sovjet-Unie de val van het communisme niet overleefd. Er zijn vier uitzonderingen:
- De titel en ster van de Moeder-Heldin werd in de Russische Federatie in 1991 afgeschaft. In 2008 werd een nieuwe orde, de Orde van de Roem van het Ouderschap ingesteld.
- De Republiek Tadzjikistan hield titel en ster van de Moeder-Heldin aan maar besloot in 1996 dat aanmoediging van grote gezinnen uit de tijd was.
- De titel en ster van de Moeder-Heldin werd in de Republiek Oekraïne in 1991 afgeschaft. In 2004 werden titel en ster opnieuw ingesteld.
- In Kazachstan ontvangen moeders van meer dan negen kinderen sinds 1995 een gouden sieraad, de "Altyn Alka" (Kazachs: "Алтын алка") terwijl ouders van acht of negen kinderen een "Kumis Alka" (Kazachs: "Куміс алка") of zilveren sieraad ontvingen.